# 次常用字
次常用字是指中文中較不常用，但仍然會用到的字，通常有數千字。中國大陸和台灣都有自己的次常用字標準。
- 中國大陸：現代漢語常用字表中後面的1000字（這些字屬於常用字的一部份，只是名稱上叫做「次常用字」，所以真正的次常用字是通用規範漢字表中的3000個二級字）
- 台灣：次常用國字標準字體表：6341字

在字元編碼中也會定義次常用字（二級漢字），會包含大部份的次常用字與少部份罕用字，但有少部份的次常用字會在字元編碼中定義為常用字（一級漢字）：
- 中國大陸的國標碼有3008個字定義為次常用字（二級漢字）
- 台灣的大五碼有7652個字定義為次常用字（二級漢字）
- 日本的JIS X 0208有3390個字定義為次常用字（二級漢字）

## 外部連結
- 次常用字(1000字)笔画顺序表（中國大陸的現代漢語常用字表中後面的1000字，屬於常用字的一部份，只是名稱上叫做「次常用字」）